# Matrículas automovilísticas de Malta

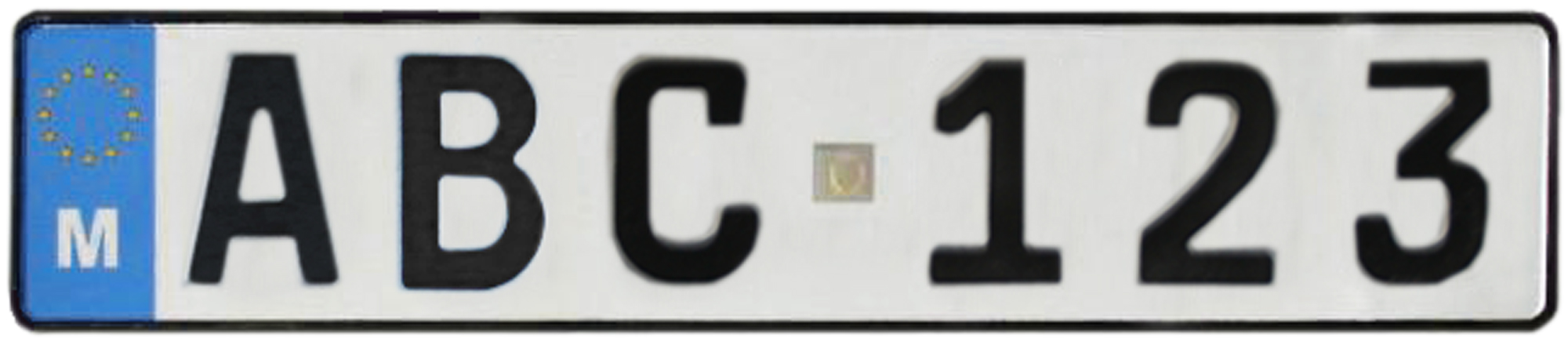
Matrícula maltesa genérica.

Las matrículas automovilísticas maltesas han empleado un sistema de tres números seguidos de tres letras desde 1995. Utilizan el tipo de letra de las matrículas alemanas (FE-Schrift) y cumplen con las normas europeas – mostrando una banda azul con la bandera de la U.E. y el código para Malta abajo.

## Serie actual

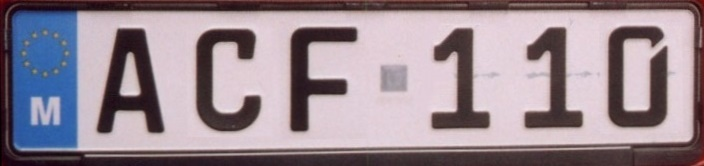
Matrícula de coche privado.

Se utilizan todas las letras del alfabeto inglés y la gama de números se extiende desde 001 hasta 999.
Las matrículas para vehículos privados son asignados – en gran parte – al azar, pero la primera letra indica en qué mes se debe renovar el disco de impuesto anual (tax disc en inglés). La tabla siguiente sirve de ilustración:
| Mes        | Letras  |
| ---------- | ------- |
| Enero      | A, M, Y |
| Febrero    | B, N, Z |
| Marzo      | C, O    |
| Abril      | D, P    |
| Mayo       | E, Q    |
| Junio      | F, R    |
| Julio      | G, S    |
| Agosto     | H, T    |
| Septiembre | I, U    |
| Octubre    | J, V    |
| Noviembre  | K, W    |
| Diciembre  | L, X    |

Entonces, un vehículo con la matrícula QTP 036 requiere que su disco de impuesto sea renovado en mayo.

## Matrículas personalizadas
Existen dos formas de matrículas personalizadas en Malta:
Matrículas del primer tipo cuestan €122, mientras que el precio de lo último es de €1.500

## Códigos especiales
- Los coches de alquilar tienen matrículas que terminan con 'K' (p. ej. ABK 012)
- Los vehículos arrendados tienen matrículas que terminan con 'QZ' (p. ej. XQZ 123)
- Los autobuses malteses fueron matriculados anteriormente con marcas en la serie: DBY 001-999; EBY 001-999; y FBY 001-999. La serie actual es BUS 001-999.
- Los vehículos libres de impuestos tienen matrículas que empiezan con 'TF' (en inglés tax-free), p. ej. TFZ 345.
- Los vehículos del gobierno tienen matrículas que empiezan con 'GV' (en inglés government). La letra que sufija 'GV' depende de la función del vehículo:
  - La policía utiliza marcas en la serie GVP 001-999.
  - Las Fuerzas Armadas de Malta usan marcas en la serie GVA 001-999.
  - Los vehículos del Departamento de Salud emplean la serie GVH 001-999.
- Los vehículos del cuerpo diplomático tienen matrículas que empiezan con 'CD' (p. ej. CDA 003)
- Los vehículos pertenecientes a miembros del parlamento – y manejados por un chófer – tienen matrículas de forma GM 01-99.
- El Presidente y el Arzobispo son libres de mostrar una matrícula y portan sus emblemas respectivos en su lugar.

## Series históricas

### 1952-1979

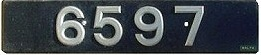
Matrícula histórica.

Entre los años 1952-1979, las matrículas maltesas siguieron el mismo formato que las de Gran Bretaña, pero se componían enteramente de cifras blancas o plateadas sobre un fondo negro (tal como las de Guernsey). A mediados de los años 70, se cambió a cifras negras sobre un fondo amarillo (detrás del vehículo) o blanco (al frente). La gama de números disponibles era 1-99999.

### 1980-1994

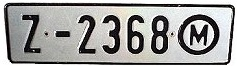
Matrícula de coche diplomático o libre de impuestos.

En el 1980, el diseño de las matrículas sufrió una transformación radical y se hizo más «europeo». El nuevo formato era del tipo A-9999 y tuvo una 'M' (para Malta) dentro de un círculo a la derecha. Era obligatorio para las motocicletas llevar las placas delante y detrás.
Tal como en el sistema actual, los vehículos particulares recibieron prefijos al azar. Todo el alfabeto inglés era disponible con excepción de las letras 'M', 'P', 'Q', 'X', 'Y', 'Z'.

#### Prefijos especiales
- Los vehículos de alquilar tuvieron matrículas de fondo amarillo que empezaron con 'X' (p. ej. X-0123)
- Los taxis, autobuses, minibuses y autocares tuvieron matrículas de fondo rojo que empezaron con 'Y' (p. ej. Y-0096)
- Los vehículos del cuerpo diplomático y los que estaban libres de impuestos tuvieron matrículas que empezaron con 'Z' (p. ej. Z-0005)
- Las motocicletas particulares tuvieron matrículas que empezaron con 'P' o 'Q' (p. ej. P-3033; Q-0101).